# Кевін Дансо
Кевін Дансо (нім. Kevin Danso; нар. 19 вересня 1998, Фойтсберг) — австрійський футболіст ганського походження, захисник французького «Ланса» та національної збірної Австрії.

## Клубна кар'єра
Народився 19 вересня 1998 року в місті Фойтсберг в сім'ї вихідців з Гани, у віці 6 років він разом з батьками переїхав до Англії. Там Кевін почав займатись футболом в академіях клубів «Редінг» та «Мілтон-Кінс Донс», а у січні 2014 року потрапив до школи німецького «Аугсбурга».
3 березня 2017 року в матчі проти «РБ Лейпциг» він дебютував у Бундеслізі. Дансо став наймолодшим дебютантом «Аугсбурга» в чемпіонаті за всю історію. Через тиждень він підписав новий контракт з клубом строком на 4 роки. 4 листопада в поєдинку проти «Баєра 04» Кевін забив свій перший гол за «Аугсбург». Станом на 25 червня 2019 року відіграв за аугсбурзький клуб 41 матч в національному чемпіонаті.
До складу клубу «Саутгемптон» приєднався на правах оренди 2019 року. Станом на 9 серпня 2019 року відіграв за клуб з Саутгемптона 1 матч в національному чемпіонаті.

## Виступи за збірні
2013 року дебютував у складі юнацької збірної Австрії, взяв участь у 23 іграх на юнацькому рівні, відзначившись 8 забитими голами. З командою до 17 років взяв участь в юнацькому чемпіонаті Європи в Болгарії. На турнірі він зіграв у всіх трьох матчах у групі, але команда не вийшла в плей-оф.
З 2018 року залучався до складу молодіжної збірної Австрії. Влітку 2019 року Кевін у її складі був учасником чемпіонату Європи серед молодіжних команд, який відбувся в Італії. У третьому матчі в групі проти Німеччини він відзначився голом з пенальті і його команда зіграла в нічию 1:1, втім цього було недостатньо, щоб вийти в плей-оф.
2 вересня 2017 року дебютував в офіційних іграх у складі національної збірної Австрії у відбірковому матчі чемпіонату світу 2018 року проти збірної Уельсу, замінивши у другому таймі Себастьяна Предля.
| Дата       | Місто   | Господарі | Результат | Гості    | Турнір            | Голи | Примітки |
| ---------- | ------- | --------- | --------- | -------- | ----------------- | ---- | -------- |
| 2-9-2017   | Кардіфф | Уельс     | 1 – 0     | Австрія  | Відбір до ЧС 2018 | -    | 27'      |
| 5-9-2017   | Відень  | Австрія   | 1 – 1     | Грузія   | Відбір до ЧС 2018 | -    | 79'      |
| 6-10-2017  | Відень  | Австрія   | 3 – 2     | Сербія   | Відбір до ЧС 2018 | -    |          |
| 9-10-2017  | Кишинів | Молдова   | 0 – 1     | Австрія  | Відбір до ЧС 2018 | -    |          |
| 14-11-2017 | Відень  | Австрія   | 2 – 1     | Уругвай  | товариський матч  | -    |          |
| 10-6-2018  | Відень  | Австрія   | 0 – 3     | Бразилія | товариський матч  | -    | 70'      |
| Усього     |         | Матчів    | 6         |          | Голів             | 0    |          |

## Досягнення
Тоттенгем Готспур
- Переможець Ліги Європи УЄФА: 2025